# عمره تونکارا
عمره تونکارا (انگلیسی: Oumare Tounkara؛ زادهٔ ۲۵ مهٔ ۱۹۹۰) بازیکن فوتبال اهل فرانسه است.
از باشگاه‌هایی که در آن بازی کرده‌است می‌توان به باشگاه فوتبال بریستول راورز، باشگاه فوتبال ساندرلند، باشگاه فوتبال آسترا جورجو، باشگاه فوتبال اولدهام اتلتیک، باشگاه فوتبال گریمزبی تاون، باشگاه فوتبال ستاره سرخ، باشگاه فوتبال استیونج، و باشگاه فوتبال سدان اشاره کرد.